# Sebastián Evans
Sebastián Evans (9 de noviembre de 1818 - 3 de septiembre de 1883), fue un escritor, novelista y filósofo, considerado el más europeísta de los narradores chilenos del siglo XIX.

## Biografía
Evans nació en San Felipe, Chile.

## Obras
En su variada obra destacan libros como:
- Canciones Desesperadas (1856)
- Como cielo en el mar (1858)
- Sonetos a mi amada (1862)

Además escribió ensayos de filosofía tales como «Sobre el Libre Albedrío» (1853) y «Seno Materno» (1875).
- Datos: Q6122889